# Gießbach (Weidgraben)
Der Gießbach (auch die Gießbach, weitere Namen: Giesgraben, Gießgraben, Alte Bach, Alte Pfinz und Die Gieſs) ist ein Nebenarm der Pfinz, der beim Karlsruher Stadtteil Grötzingen abzweigt. Er verlässt den Schwemmkegel, den die Pfinz bei ihrem Eintritt in die Oberrheinebene ausgebildet hat, in Richtung Norden, tritt in die Kinzig-Murg-Rinne ein und mündet nach knapp fünf Kilometer in den Weidgraben.
Der Name Gießbach ist sprachlich verwandt mit dem Hydronym Giessen und wird gedeutet als „rasch hinfließende[r], abstürzende[r] Bach“.

## Verlauf
Die Abtrennung des Gießbachs erfolgt am Hühnerlochwehr westlich des Ortszentrums von Grötzingen. Bei einem mittleren Abfluss von rund zwei Kubikmetern pro Sekunde am Pfinzpegel in Berghausen erhält die nach Durlach fließende Pfinz bis zu fünf Kubikmeter, der Gießbach rund 38 Liter pro Sekunde. Höhere Abflüsse gelangen über den Pfinz-Entlastungskanal direkt zum Rhein.
Der Gießbach folgt anfänglich dem Pfinz-Entlastungskanal nach Westen. Nach rund 500 Metern knickt der Bachlauf nach Norden ab. Hier zweigt der Beungraben ab, heute ein im Oberlauf trockener Graben, der dem Entlastungskanal weiter folgt und ebenfalls in den Weidgraben mündet. Der Gießbach durchschlängelt zunächst ein Gebiet mit vielen Gärten; ab der Straße Am Viehweg dominieren Äcker. Nach der Unterquerung der Bahnstrecke Heidelberg–Karlsruhe verläuft der Bach östlich der Aussiedlerhöfe Im Brühl und erreicht kurz vor seiner Mündung das Naturschutzgebiet Weingartener Moor-Bruchwald Grötzingen.
Seit der zwischen 1934 und 1962 durchgeführten Pfinz-Saalbach-Korrektion fungiert der Weidgraben als Vorfluter des Gießbachs. Der Weidgraben, ein Entwässerungsgraben, der östlich der Bundesautobahn 5 verläuft, fließt dem Weingartener Entlastungskanal zu, der östlich von Stutensee-Blankenloch in die hier als Pfinzkorrektion bezeichnete Pfinz mündet. Von der Pfinzkorrektion zweigt bei Neuthard ein auch als Alte Pfinz bezeichneter Teil der Pfinz ab, der über den Rheinniederungskanal bei Philippsburg in den Rhein fließt. Eine weitere Abflussmöglichkeit besteht ab Neuthard über die Fortsetzung der Pfinzkorrektion zum Saalbachkanal, der oberhalb der Insel Elisabethenwörth in den Rhein mündet.
Vor der Pfinz-Saalbach-Korrektion floss der Gießbach rund 4,5 Kilometer weiter nach Norden und mündete am Hundszipfen nordöstlich von Blankenloch von rechts in die Pfinz. Knapp oberhalb der Einmündung zweigte damals die Heglach von der Pfinz ab. In diesem Abschnitt flossen dem Gießbach von rechts mehrere Gräben zu, die das heutige Naturschutzgebiet Weingartener Moor-Bruchwald Grötzingen entwässerten, darunter der Werrenhäuslesgraben. An der Kreuzlachallee östlich von Blankenloch mündete von links der Wiederwurfgraben, der gemeinsame Unterlauf von Beungraben und Weidgraben. Im Zuge der Pfinz-Saalbach-Korrektion wurde die Pfinz-Überleitung gebaut, die den Lauf des Gießbachs kreuzt. Ein Teil des Gießbachs wurde an die Pfinz-Überleitung angebunden. Dieser Teil ist im Amtlichen Digitalen Wasserwirtschaftlichen Gewässernetz weiterhin als Fließgewässer mit eigener Gewässerkennzahl ausgewiesen; einer Biotopkartierung zufolge liegt er meist trocken. In diesem Abschnitt bildet der Gießbach die Grenze zwischen Karlsruhe und der Gemeinde Weingarten (Baden) und zugleich die Grenze zwischen den Landschaftsschutzgebieten Füllbruch-Vokkenau und Bruchwaldgebiet der alten Kinzig-Murg-Rinne. Nördlich der Kreuzlachallee sind Gerinne und Dämme des Gießbachs überwiegend erhalten. Außer bei hohen Grundwasserständen liegt der Gießbach hier trocken.

## Geschichte
Vermutlich ist der Gießbach ein alter Verlauf der Pfinz. Gleichwohl urkundliche Belege fehlen, wird angenommen, dass die Pfinz im Spätmittelalter zur Stadt Durlach abgeleitet wurde, um dort Mühlen anzutreiben und den Graben vor der Stadtmauer zu füllen.
Die Existenz eines Teilungswehrs in Grötzingen ist für das Jahr 1556 belegt. In diesem Jahr wurde eine Holzkonstruktion durch einen Steinbau ersetzt. Das Wehr stand im Besitz der Stadt Durlach, die auch über die Schlüssel zur Bedienung verfügte. Aus Sicht Grötzingens war eine ausreichende Beaufschlagung des Gießbachs von Bedeutung, da der Bach das Grötzinger Wiesental durchzog, das rund vier Kilometer nördlich des Dorfes in der Kinzig-Murg-Rinne lag und anfänglich als Weide, später als bewässerte Wiesen genutzt wurde. Auch diente der Gießbach der Hochwasserentlastung und nahm das Wasser der Pfinz beim jährlichen Bachabschlag auf. Die Aufteilung des Wassers wurde 1563 in der Pfinzordnung geregelt. Nach mehreren Erneuerungen und Umbauten bestand die Hühnerlochschleuse ab 1855 aus einer Stellfalle und einem festen Streichwehr. Die Hühnerlochschleuse lag gut 200 Meter östlich des heutigen Hühnerlochwehrs, das im Zuge der Pfinz-Saalbach-Korrektion gebaut wurde. Eine Nachbildung der Stellfalle und zwei originale Steinsäulen der Hühnerlochschleuse sind in die Grünanlage am Grötzinger Grezzoplatz integriert.
Bis zum Ende des Zweiten Weltkrieges wurde der Gießbach bei der Wiesenwässerung als Bewässerungsgraben genutzt. Die Pfinz-Saalbach-Korrektion hatte eine Grundwasserabsenkung zur Folge, die die Umwandlung der Wiesen zu Äckern ermöglichte. Nach dem Ende der Wiesenwässerung wurde der Bach zum Entwässerungsgraben umgestaltet. Dabei wurden die Bäume am Ufer gefällt und die Dämme eingeebnet, um eine maschinelle Pflege zu erleichtern. Der verstärkte Lichteinfall führte zu einem starken Wuchs von Schilf, das den Abfluss verzögerte und die Sedimentation von Schlamm förderte. Ab den 1980er Jahren wurde der Gießbach mit wechselnden Querprofilen naturnah umgestaltet und ein Gehölzsaum zur Beschattung angelegt.

### LUBW
Amtliche Online-Gewässerkarte mit passendem Ausschnitt und den hier benutzten Layern: Karte des Gießbachs

Allgemeiner Einstieg ohne Voreinstellungen und Layer: Daten- und Kartendienst der Landesanstalt für Umwelt Baden-Württemberg (LUBW) (Hinweise)
1. 1 2  Höhe nach dem Höhenlinienbild auf dem Hintergrundlayer Topographische Karte oder dem Digitalem Geländemodell der Online-Karte.
2. ↑  Länge nach dem Layer Gewässernetz (AWGN).
3. ↑  Erhebungsbogen Biotop Pflanzenstandort Gießbach – Boddichwald, Biotopnummer 269162125279 der Waldbiotopkartierung Baden-Württemberg. Abrufbar über den Layer Biotope nach NatSchG und LWaldG.
4. ↑  Schutzgebiete nach den einschlägigen Layern, Natur teilweise nach dem Layer Biotop.
5. ↑  Ausschnitt aus einer Reliefdarstellung der Online-Karte bei der Kreuzlachallee. Von hier läuft der alte Bachdamm westlich der Pfinzkorrektion nach Norden.

### Andere Belege
1. ↑  Josef Schmithüsen: Geographische Landesaufnahme: Die naturräumlichen Einheiten auf Blatt 161 Karlsruhe. Bundesanstalt für Landeskunde, Bad Godesberg 1952. → Online-Karte (PDF; 5,1 MB)
2. 1 2  Vermerk zu HQ-, MQ- und NQ-Längsschnitten der Oberrhein-Zuflüsse mit Flutkanal-Regelungen. In: Institut für Wasser und Gewässerentwicklung - Bereich Hydrologie, Karlsruher Institut für Technologie; Landesanstalt für Umwelt, Messungen und Naturschutz Baden-Württemberg (Bearb.): Abfluss-BW. Regionalisierte Abfluss-Kennwerte Baden-Württemberg. Stand Oktober 2015, S. 2-3 – 2-15, hier S. 2-12 (online als PDF, 10,2 MB).
3. 1 2  Wilhelm Mössinger: Grötzingen. Gemeindeverwaltung Grötzingen, Grötzingen 1965, S. 105.
4. ↑  Günther Malisius: Die Pfinz: Einst Lebensader, jetzt Naherholung und immer wieder korrigiert. (=Beiträge zur Geschichte Durlachs und des Pfinzgaus, Band 5). Freundeskreis Pfinzgaumuseum, Historischer Verein Durlach e.V. (Hrsg.). Verlag Regionalkultur, Ubstadt-Weiher 2011, ISBN 978-3-89735-681-8, S. 54.
5. ↑  Topographisches Bureau Baden (Hrsg.), W. Winckens (Bearb.): Topographische Karte über das Grossherzogthum Baden. Nach der allgemeinen Landesvermessung des Großherzoglichen militairisch topographischen Bureaus. Blatt 16, Karlsruhe. Karlsruhe 1840 (online).
6. ↑  Ernst Schneider: Die Karlsruher Naturlandschaft im Spiegel der Flurnamen. In: Zeitschrift für die Geschichte des Oberrheins 108(1960), ISSN 0044-2607, S. 134–184, hier S. 139 f.
7. ↑  Pegel Berghausen/Pfinz bei der Hochwasser-Vorhersage-Zentrale Baden-Württemberg (abgerufen am 27. August 2019).
8. ↑  Malisius, Pfinz, S. 55;
Geologisches Landesamt Baden-Württemberg: Geologische Karte von Baden-Württemberg, Bundesrepublik Deutschland. Blatt 6916, Karlsruhe-Nord. Maßstab 1:25.000. Landesvermessungsamt Baden-Württemberg, Stuttgart 1985. (=Unveränderter Nachdruck von: Geologische Spezialkarte des Grossherzogtums Baden. Blatt 51, Karlsruhe. Geologische Aufnahme von Hans Thürach, abgeschlossen 1909);
Topographischer Atlas des Grossherzogthums Baden. Blatt 51, Carlsruhe. Giesecke & Devrient, Leipzig 1876 (online).
9. ↑  Naturerlebnispfad Stutensee, Informationstafel Lochenwald (Stand 20. Dezember 2015).
10. ↑  Olivia Hochstrasser: Von der Staufergründung zur Residenz. In: Susanne Asche, Olivia Hochstrasser: Durlach. Staufergründung, Fürstenresidenz, Bürgerstadt. (=Veröffentlichungen des Karlsruher Stadtarchivs, Band 17) Badenia, Karlsruhe 1996, ISBN 3-7617-0322-8, S. 15–146, hier S. 70.
Malisius, Pfinz, S. 31;
Hans Knab, Simone Diet: Die Hühnerlochschleuse (Historischer Rundgang Grötzingen, Station 37).
11. ↑  Mössinger, Grötzingen, S. 104 f, 227;
Malisius, Pfinz, S. 53 f;
Hans Knab, Simone Diet: Die Hühnerlochschleuse (Historischer Rundgang Grötzingen, Station 37).
12. ↑  Thomas Breunig: Naturführer Karlsruhe. Herausgeber Landesanstalt für Umwelt, Messungen und Naturschutz Baden-Württemberg, Verlag Regionalkultur, Ubstadt-Weiher 2006, ISBN 978-3-89735-424-1, S. 171 f.